# Unicodeblock Hoch- und tiefgestellte Zeichen
Der Unicodeblock Hoch- und tiefgestellte Zeichen (engl. Superscripts and Subscripts, U+2070 bis U+209F) bietet Buchstaben, Ziffern und mathematische Zeichen, die in diversen wissenschaftlichen Notationen oft hoch- oder tiefgestellt werden müssen. Auf diese Weise werden z. B. Formeln wie H2O, Na+MoO4− ohne Änderungen auf der Ebene der Schriftart, also auch in Unicode-kodiertem Plain text, schreibbar: H₂O, Na⁺MoO₄⁻ (ohne Unicode wäre hier nur H2O, Na+MoO4- möglich). Die Zeichen wurden aus Gründen der Kompatibilität aufgenommen und sind nicht dazu gedacht, eine möglichst in sich geschlossene Unterstützung anzubieten.
Die hochgestellten Ziffern 1, 2, und 3, (¹,²,³) sowie hochgestelltes a (ª) und hochgestelltes o (º), die bereits in ISO 8859-1 enthalten sind, befinden sich im Unicodeblock Lateinisch-1, Ergänzung.
Die tiefgestellten Buchstaben i, r, u und v (ᵢ ᵣ ᵤ ᵥ) befinden sich im Unicodeblock Phonetische Erweiterungen.
| Unicodenummer | Zeichen (400 %) | Kategorie                             | Bidirektionale Klasse     | Offizielle Bezeichnung             | Beschreibung                        |
| ------------- | --------------- | ------------------------------------- | ------------------------- | ---------------------------------- | ----------------------------------- |
| U+2070 (8304) | ⁰               | anderes Zahlzeichen                   | europäische Ziffer        | SUPERSCRIPT ZERO                   | Hochgestellte Null                  |
| U+2071 (8305) | ⁱ               | modifizierender Buchstabe             | links nach rechts         | SUPERSCRIPT LATIN SMALL LETTER I   | Hochgestellter Kleinbuchstabe I     |
| U+2074 (8308) | ⁴               | anderes Zahlzeichen                   | europäische Ziffer        | SUPERSCRIPT FOUR                   | Hochgestellte Vier                  |
| U+2075 (8309) | ⁵               | anderes Zahlzeichen                   | europäische Ziffer        | SUPERSCRIPT FIVE                   | Hochgestellte Fünf                  |
| U+2076 (8310) | ⁶               | anderes Zahlzeichen                   | europäische Ziffer        | SUPERSCRIPT SIX                    | Hochgestellte Sechs                 |
| U+2077 (8311) | ⁷               | anderes Zahlzeichen                   | europäische Ziffer        | SUPERSCRIPT SEVEN                  | Hochgestellte Sieben                |
| U+2078 (8312) | ⁸               | anderes Zahlzeichen                   | europäische Ziffer        | SUPERSCRIPT EIGHT                  | Hochgestellte Acht                  |
| U+2079 (8313) | ⁹               | anderes Zahlzeichen                   | europäische Ziffer        | SUPERSCRIPT NINE                   | Hochgestellte Neun                  |
| U+207A (8314) | ⁺               | mathematisches Symbol                 | europäisches Trennzeichen | SUPERSCRIPT PLUS SIGN              | Hochgestelltes Pluszeichen          |
| U+207B (8315) | ⁻               | mathematisches Symbol                 | europäisches Trennzeichen | SUPERSCRIPT MINUS                  | Hochgestelltes Minuszeichen         |
| U+207C (8316) | ⁼               | mathematisches Symbol                 | anderes neutrales Zeichen | SUPERSCRIPT EQUALS SIGN            | Hochgestelltes Gleichheitszeichen   |
| U+207D (8317) | ⁽               | öffnende Punktierung (eines Paars)    | anderes neutrales Zeichen | SUPERSCRIPT LEFT PARENTHESIS       | Hochgestellte Klammer links         |
| U+207E (8318) | ⁾               | schließende Punktierung (eines Paars) | anderes neutrales Zeichen | SUPERSCRIPT RIGHT PARENTHESIS      | Hochgestellte Klammer rechts        |
| U+207F (8319) | ⁿ               | modifizierender Buchstabe             | links nach rechts         | SUPERSCRIPT LATIN SMALL LETTER N   | Hochgestellter Kleinbuchstabe N     |
| U+2080 (8320) | ₀               | anderes Zahlzeichen                   | europäische Ziffer        | SUBSCRIPT ZERO                     | Tiefgestellte Null                  |
| U+2081 (8321) | ₁               | anderes Zahlzeichen                   | europäische Ziffer        | SUBSCRIPT ONE                      | Tiefgestellte Eins                  |
| U+2082 (8322) | ₂               | anderes Zahlzeichen                   | europäische Ziffer        | SUBSCRIPT TWO                      | Tiefgestellte Zwei                  |
| U+2083 (8323) | ₃               | anderes Zahlzeichen                   | europäische Ziffer        | SUBSCRIPT THREE                    | Tiefgestellte Drei                  |
| U+2084 (8324) | ₄               | anderes Zahlzeichen                   | europäische Ziffer        | SUBSCRIPT FOUR                     | Tiefgestellte Vier                  |
| U+2085 (8325) | ₅               | anderes Zahlzeichen                   | europäische Ziffer        | SUBSCRIPT FIVE                     | Tiefgestellte Fünf                  |
| U+2086 (8326) | ₆               | anderes Zahlzeichen                   | europäische Ziffer        | SUBSCRIPT SIX                      | Tiefgestellte Sechs                 |
| U+2087 (8327) | ₇               | anderes Zahlzeichen                   | europäische Ziffer        | SUBSCRIPT SEVEN                    | Tiefgestellte Sieben                |
| U+2088 (8328) | ₈               | anderes Zahlzeichen                   | europäische Ziffer        | SUBSCRIPT EIGHT                    | Tiefgestellte Acht                  |
| U+2089 (8329) | ₉               | anderes Zahlzeichen                   | europäische Ziffer        | SUBSCRIPT NINE                     | Tiefgestellte Neun                  |
| U+208A (8330) | ₊               | mathematisches Symbol                 | europäisches Trennzeichen | SUBSCRIPT PLUS SIGN                | Tiefgestelltes Pluszeichen          |
| U+208B (8331) | ₋               | mathematisches Symbol                 | europäisches Trennzeichen | SUBSCRIPT MINUS                    | Tiefgestelltes Minuszeichen         |
| U+208C (8332) | ₌               | mathematisches Symbol                 | anderes neutrales Zeichen | SUBSCRIPT EQUALS SIGN              | Tiefgestelltes Gleichheitszeichen   |
| U+208D (8333) | ₍               | öffnende Punktierung (eines Paars)    | anderes neutrales Zeichen | SUBSCRIPT LEFT PARENTHESIS         | Tiefgestellte Klammer links         |
| U+208E (8334) | ₎               | schließende Punktierung (eines Paars) | anderes neutrales Zeichen | SUBSCRIPT RIGHT PARENTHESIS        | Tiefgestellte Klammer rechts        |
| U+2090 (8336) | ₐ               | modifizierender Buchstabe             | links nach rechts         | LATIN SUBSCRIPT SMALL LETTER A     | Tiefgestellter Kleinbuchstabe A     |
| U+2091 (8337) | ₑ               | modifizierender Buchstabe             | links nach rechts         | LATIN SUBSCRIPT SMALL LETTER E     | Tiefgestellter Kleinbuchstabe E     |
| U+2092 (8338) | ₒ               | modifizierender Buchstabe             | links nach rechts         | LATIN SUBSCRIPT SMALL LETTER O     | Tiefgestellter Kleinbuchstabe O     |
| U+2093 (8339) | ₓ               | modifizierender Buchstabe             | links nach rechts         | LATIN SUBSCRIPT SMALL LETTER X     | Tiefgestellter Kleinbuchstabe X     |
| U+2094 (8340) | ₔ               | modifizierender Buchstabe             | links nach rechts         | LATIN SUBSCRIPT SMALL LETTER SCHWA | Tiefgestellter Kleinbuchstabe Schwa |
| U+2095 (8341) | ₕ               | modifizierender Buchstabe             | links nach rechts         | LATIN SUBSCRIPT SMALL LETTER H     | Tiefgestellter Kleinbuchstabe H     |
| U+2096 (8342) | ₖ               | modifizierender Buchstabe             | links nach rechts         | LATIN SUBSCRIPT SMALL LETTER K     | Tiefgestellter Kleinbuchstabe K     |
| U+2097 (8343) | ₗ               | modifizierender Buchstabe             | links nach rechts         | LATIN SUBSCRIPT SMALL LETTER L     | Tiefgestellter Kleinbuchstabe L     |
| U+2098 (8344) | ₘ               | modifizierender Buchstabe             | links nach rechts         | LATIN SUBSCRIPT SMALL LETTER M     | Tiefgestellter Kleinbuchstabe M     |
| U+2099 (8345) | ₙ               | modifizierender Buchstabe             | links nach rechts         | LATIN SUBSCRIPT SMALL LETTER N     | Tiefgestellter Kleinbuchstabe N     |
| U+209A (8346) | ₚ               | modifizierender Buchstabe             | links nach rechts         | LATIN SUBSCRIPT SMALL LETTER P     | Tiefgestellter Kleinbuchstabe P     |
| U+209B (8347) | ₛ               | modifizierender Buchstabe             | links nach rechts         | LATIN SUBSCRIPT SMALL LETTER S     | Tiefgestellter Kleinbuchstabe S     |
| U+209C (8348) | ₜ               | modifizierender Buchstabe             | links nach rechts         | LATIN SUBSCRIPT SMALL LETTER T     | Tiefgestellter Kleinbuchstabe T     |